# Pilocrocis melangnatha
Pilocrocis melangnatha là một loài bướm đêm trong họ Crambidae.